# مقاطعة بنبنت

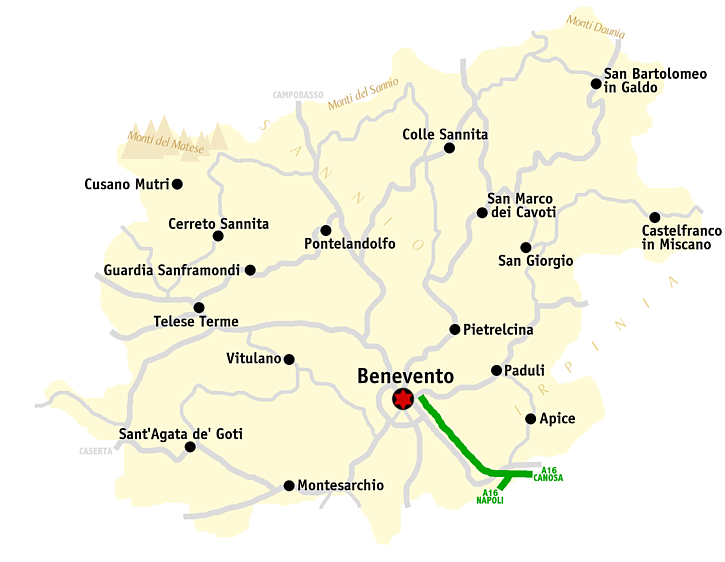
خريطة مقاطعة بينيفنتو

مقاطعة بنبنت أو بينيفنتو (بالإيطالية: Provincia di Benevento)‏، مقاطعة في إقليم كمبانية بجنوب إيطاليا عاصمتها مدينة بنبنت، عدد سكانها 309.201 نسمة ومساحتها 2071,2 كيلومتر مربع وبها 78 مدينة بلدة وقرية، يحدها من الشمال مع إقليم موليزي (عند مقاطعة كامبوباسو)، ومن الشرق إقليم بولية (عند مقاطعة فودجا)، ومن الجنوب مقاطعة أبلينة ومقاطعة نابُل، ومن الغرب مقاطعة كازيرتا.
أراضي مقاطعة بنبنت تقترب من أن تكون نفسها تلك التي كانت إمارة بنبنت في أواسط وأواخر القرن الحادي عشر حين كان محمية بابوية.